# Olympique Lyonnais 2000-2001
La pagina racchiude la rosa dell'Olympique Lione nella stagione 2000-01

## Rosa
| N. |                     | Ruolo | Calciatore          |
| -- | ------------------- | ----- | ------------------- |
| 1  | Francia (bandiera)  | P     | Grégory Coupet      |
| 30 | Francia (bandiera)  | P     | Angelo Hugues       |
| 4  | Francia (bandiera)  | D     | Florent Laville     |
| 19 | Francia (bandiera)  | D     | Jean-Marc Chanelet  |
| 26 | Francia (bandiera)  | D     | Jérémie Bréchet     |
| 3  | Brasile (bandiera)  | D     | Edmílson            |
| 31 | Brasile (bandiera)  | D     | Cláudio Caçapa      |
| 20 | Svizzera (bandiera) | D     | Patrick Müller      |
| 2  | Belgio (bandiera)   | D     | Éric Deflandre      |
| 5  | Polonia (bandiera)  | D     | Jacek Bąk           |
| 15 | Francia (bandiera)  | D     | Christophe Delmotte |
| 12 | Francia (bandiera)  | D     | Serge Blanc         |
| 18 | Francia (bandiera)  | C     | Steed Malbranque    |

| N. |                    | Ruolo | Calciatore           |
| -- | ------------------ | ----- | -------------------- |
| 10 | Francia (bandiera) | C     | Vikash Dhorasoo      |
| 22 | Francia (bandiera) | C     | David Linarès        |
| 8  | Francia (bandiera) | C     | Pierre Laigle        |
| 17 | Camerun (bandiera) | C     | Marc-Vivien Foé      |
| 27 | Brasile (bandiera) | C     | Juninho Pernambucano |
| 6  | Francia (bandiera) | C     | Philippe Violeau     |
| 24 | Francia (bandiera) | C     | Frédéric Ribeiro     |
| 14 | Francia (bandiera) | A     | Sidney Govou         |
| 9  | Brasile (bandiera) | A     | Sonny Anderson       |
| 11 | Francia (bandiera) | A     | Tony Vairelles       |
| 7  | Francia (bandiera) | A     | Steve Marlet         |
| 13 | Francia (bandiera) | A     | Patrice Loko         |

### Staff tecnico
| Allenatore: | Jacques Santini |

## Risultati finali
- Campionato: Seconda posizione
- Coppa di Francia: Eliminato ai quarti di finale
- Coppa di Lega: Vincitore
- Champions League: Terzo nel girone C della seconda fase.